# شیرو تویودا
شیرو تویودا (به ژاپنی: 豊田 四郎 Toyoda Shirō)؛ ( ۳ ژانویهٔ ۱۹۰۶ – ۱۳ نوامبر ۱۹۷۷) یک کارگردان فیلم اهل ژاپن بود.